# الشلوفة
قرية الشلوفة هي قرية تابعة منطقة كبريت،محافظة السويس،مصر.